# توماس جوميز
توماس غوميز (بالإنجليزية: Thomas Gomez)‏ ممثل أمريكي (ولد يوم 10 يوليو من العام 1905 - توفي 18 يونيو 1971)

## روابط خارجية
- توماس جوميز على موقع IMDb (الإنجليزية)
- توماس جوميز على موقع ألو سيني (الفرنسية)
- توماس جوميز على موقع تيرنر كلاسيك موفيز (الإنجليزية)
- توماس جوميز على موقع أول موفي (الإنجليزية)
- توماس جوميز على موقع قاعدة بيانات برودواي على الإنترنت (الإنجليزية)
- توماس جوميز على موقع قاعدة بيانات برودواي على الإنترنت (الإنجليزية)
- توماس جوميز على موقع قاعدة بيانات الأفلام السويدية (السويدية)
- توماس جوميز على موقع إن إن دي بي (الإنجليزية)
- توماس جوميز على موقع ديسكوغز (الإنجليزية)
- توماس جوميز على موقع قاعدة بيانات الفيلم (الإنجليزية)